# Macross Zero
Macross Zero (マクロスゼロ) est un anime japonais de 5 OVA réalisé par Shoji Kawamori par le studio japonais Satelight entre 2002 et 2004, pour fêter les 20 ans de la franchise Macross au Japon.
L'action se passe en 2008, avant les évènements qui ont lieu dans Super Dimension Fortress Macross.

## Synopsis
En juillet 1999, après la chute sur Terre d'un vaisseau spatiale extraterrestre, de nombreuses avancées technologique ont lieu. Cependant des conflits éclatent, et rapidement une guerre mondiale appelée « guerre d'unification » commence.
En 2008 la guerre approche de la fin. Le pilote de l'UNF Shin Kudo est cependant abattu par un chasseur révolutionnaire des anti-UN, le SV-51.
Échoué sur l'île Mayan il rencontre la prêtresse de l'île Sara Nome, et sa sœur Mao. Au même moment, un objet présentant une réaction similaire au vaisseau extraterrestre est découvert au fond de la mer, près de l'île Mayan. L'UNF déploie alors un nouveau chasseur le VF-0 Phoenix, contre le SV-51 des anti-UN. Les deux camps se lancent dans un combat sanglant pour obtenir la relique.  